# 메이드 인 코리아 (드라마)
《메이드 인 코리아》(영어: Made in Korea)는 디즈니+에서 2025년 방영 예정인 대한민국의 드라마이다.

## 주요 내용
격동의 1970년대, 부와 권력에 대한 야망을 지닌 백기태와 그를 막기 위해 모든 것을 내던진 검사 장건영이 시대를 관통하는 거대한 사건과 직면하며 펼쳐지는 이야기

## 제작진

### 연출
- 우민호 : ( 영화 《누가 예수를 죽였는가?》(각본&감독), 영화 《파괴된 사나이》(각본&감독), 영화 《간첩》(각본&감독), 영화 《내부자들》(각본&감독), 영화 《내부자들:디 오리지널》(각본&감독), 영화 《마약왕》(각본&감독), 영화 《남산의 부장들》(각본&감독), 영화 《하얼빈》(감독), 영화 《열대야》(각색) 등 연출 )

### 각색
- 우민호

- 김진석 : ( 영화 《아 유 레디?》(스토리보드), 영화 《달려라 자전거》(연출부), 영화 《달콤한 거짓말》(연출부), 영화 《여고괴담 5: 동반자살》(연출부), 영화 《파괴된 사나이》(연출부), 영화 《계몽영화》(연출부), 영화 《고지전》(연출부), 영화 《간첩》(연출부), 영화 《신촌좀비만화》(조감독), 영화 《베테랑》(조연출), 영화 《터널》(조감독), 영화 《남산의 부장들》(조감독) 등 연출 )

### 각본
- 박은교 : ( 영화 《미쓰 홍당무》(공동각본), 영화 《키친》(각색), 영화 《마더》(각본&연출부), 영화 《네버엔딩 스토리》(각본), 영화 《안시성》(각색), 영화 《어서오시게스트하우스》(시나리오 자문), 영화 《보통의 가족》(각본), 저서 《미쓰 홍당무》각본집 (공동각본), NETFILX 오리지널 시리즈 《고요의 바다》(각본) 등 집필 )

- 박준석 : ( 영화 《사이》(각본&감독&미술&편집), 영화 《낯선 물체》(각본&감독&촬영&편집), 영화 《나를 위한 노래》(감독), 영화 《저주의 몫》(각본&감독), 영화 《질식》(감독), 영화 《악의 손길》(감독) , 영화 《불온한 검은 피》(감독) 등 연출 및 집필 )

## 등장 인물

### 주요 인물
- 현빈 : 백기태 역
- 정우성 : 장건영 역
- 원지안 : 최유지 역
- 서은수 : 오예진 역
- 조여정 : 배금지 역
- 정성일 : 천석중 역

### 주변 인물
- 강길우
- 차희 : 백소영 역
- 이주연 : 장혜은 역
- 이규회